# Richard James Hieb
Richard James Hieb (Jamestown, Észak-Dakota, 1955. szeptember 21. –) amerikai űrhajós.

## Életpálya
1977-ben a Northwest Názáreti Főiskola keretében matematikából és fizikából diplomázott. 1978-ban az Aerospace Engineering University (Colorado) keretében űrhajózási mérnök képzést kapott. A NASA alkalmazottjaként az űrrepülőgépek személyzetének programfelelőse.
1985. június 4-től a Lyndon B. Johnson Űrközpontban részesült űrhajóskiképzésben. Programfelelősként, később kiképzett űrhajósként tagja volt az STS–1, majd több űrrepülés támogató (tanácsadó, problémamegoldó) csapatának. Az Űrhajózási Hivatal megbízásából több űrrepülési előkészítő program aktív tagja volt. Három űrszolgálata alatt összesen 31 napot, 22 órát és 34 percet (415 óra) töltött a világűrben. Űrhajós pályafutását 1995. április 3-án fejezte be. Három űrsétája (kutatás, szerelés) alatt 17 óra 2 percet töltött a világűrben. A Lockheed Martin Mission Services alelnöke.

## Űrrepülések
- STS–39, a Discovery űrrepülőgép 12. repülésének küldetés specialistája. Az Amerikai Védelmi Minisztérium (DoD) programját hajtották végre. A Canadarm (RMS) manipulátor kar aktív segítséget nyújtott a program teljesítéséhez. Egy űrszolgálata alatt összesen 8 napot, 7 órát, 22 percet és 21 másodpercet töltött a világűrben. 5 584 423 kilométert (3 470 000 mérföldet) repült, 134 alkalommal kerülte meg a Földet.
- STS–49, az Endeavour űrrepülőgép első repülésének küldetés specialistája. Tesztrepülés az első járat alkalmával. A legénység négy űrséta során megjavította és új hajtóművel szerelte fel az Intelsat VI (F–3) kommunikációs műholdat. Részese volt az első hármas – és az addig leghosszabb – űrsétának. Az űrsétával megdöntötték az Apollo–17 űrhajósok húszéves rekordját. Egy űrszolgálata alatt összesen 8 napot, 21 órát és 17 percet (213 óra) töltött a világűrben. 5 948 166 kilométert (3 696 019 mérföldet) repült, 141 kerülte meg a Földet.
- STS–65, a Columbia űrrepülőgép 17. repülésének hasznos teher parancsnoka. A Spacelab mikrogravitációs laboratóriumban 12 órás váltásokban végezték a kereskedelmi megrendelés kísérleteit, az anyagok előállítását. Egy űrszolgálata alatt összesen 14 napot, 17 órát és 55 percet (354 óra) töltött a világűrben. 9 886 200 kilométert (6 143 000 mérföldet) repült, 235 kerülte meg a Földet.